# مارتی یوهکامی
مارتی یوهکامی (استونیایی: Martti Juhkami؛ زادهٔ ۶ ژوئن ۱۹۸۸) بازیکن والیبال اهل استونی است.
از باشگاه‌هایی که در آن بازی کرده‌است می‌توان به باشگاه والیبال اشتوتگارت فریدریشسهافن و هوپو تیرول اینسبروک اشاره کرد.